# Alérgico (canción)
«Alérgico» es el cuarto sencillo del álbum de estudio Mi delirio y el primero de Mi delirio deluxe de la cantante mexicana Anahí. Fue compuesta a manera de canción balada dentro del género pop latino, en la cual Anahí habla de las personas que tienen dificultad a abrirse al amor.
Se lanzó en 2010 como primer sencillo de la edición deluxe de su disco Mi delirio deluxe. Hay tres versiones de la canción, la versión del álbum con Anahí solamente, siendo esta la primera versión lanzada en descarga digital, la versión en portugués con el cantante brasileño Renne Fernandes, incluido en la edición deluxe brasileña, y una versión a dúo con el cantautor argentino Noel Schajris, lanzado a la venta el 11 de enero de 2011, incluido en la edición deluxe colombiana.
La canción tuvo un gran éxito comercial, siendo considera su sencillo más exitoso del álbum en México, alcanzó el segundo puesto en las listas principales del chart mexicano, y se convirtió en la canción número uno en ventas, a tan solo horas de haber salido. El sencillo ingresó al Top 10 de muchos países, incluyendo México, República Dominicana y Bolivia. 
La canción cuenta con dos videos musicales, uno en portugués junto a Renne, y otro en español junto al cantante Noel Schajris, ambos filmados en vivo. El sencillo fue interpretado en vivo numerosas veces, siendo la primera vez el 4 de septiembre de 2010 en los Kids Choice Awards México, fue incorporada en la lista de canciones de Mi delirio World Tour. En 2011, recibió una nominación para los Premios Juventud en la categoría de canción corta-venas, pero perdió ante el tema de la banda Camila, «Aléjate de mí».

## Antecedentes y composición
Anahí anunció que lanzaría la edición deluxe de su álbum Mi delirio. El 22 de junio de 2010, Anahí subió a Twitter una foto de la sonrisa de Noel Schajris y signos de pregunta, luego sube una foto junto a Noel y Ana Mónica donde comentó «Arrancando motores!!!!!». El 4 de julio de 2010, Anahí vía Twitter, en respuesta a Noel Schajris comentó «mandales miles de abrazos y besos!!!! :) esta quedando incre! Ya te mandaremos algo de sorpresa!». El mismo día Noel Schajris compartió en su Twitter oficial « Alérgico..coming soon..jaja..(generando suspenso)», a lo que la cantante responde «generando gritos en el estudio!!!! :)». El 5 de agosto de 2010, antes del estreno del sencillo, la cantante comparte vía Twitter una estrofa de la canción. El 18 de agosto de 2010, Anahí comparte en Twitter «Y ahora al estudio! X fin a grabar Alérgico...».

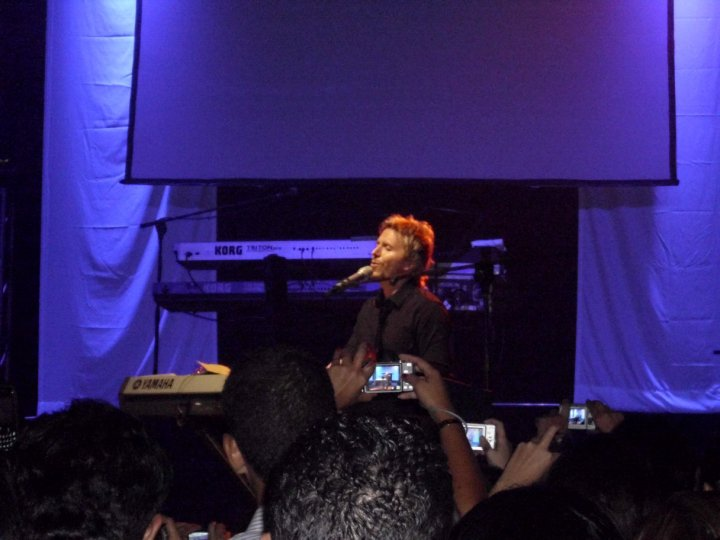
Noel Schajris compuso junto a Anahí y Ana Mónica Vélez

El 23 de septiembre de 2010, Anahí anuncia vía Twitter la grabación del tema a dúo con el cantante Noel Schajris junto a una foto donde se deja ver a ambos en el estudio de grabación, agregando «Que hermoso día! Grabando con mi adorado Noel Schajris "Alérgico" en dueto!!! :)». Luego subió otra foto y comentó «Equipo "alérgico" Noel Schajris, Ana Mónica Vélez, Ettore Grenci Gracias x todo los amo! Grabando el dueto!!!». El 25 de noviembre de 2010, en una entrevista con el diario El Universal, Anahí comentó que la grabación del sencillo fue natural. En marzo de 2011, en una entrevista Noel Schajris comentó «Haré una versión acústica con Anahí, de un tema que escribí con Mónica Vélez, una gran poetisa mexicana, en el DF, el defectuoso, como decimos», agregando «Se trata de una canción que se llama ‘Alérgico’, es el tercer sencillo de Anahí para una edición especial del disco de ella, un re-empaque, ha sido precioso conocerla a ella, la cantó precioso».
«Alérgico» es una canción estilo balada, del género pop latino, en el ritmo se utilizó principalmente el piano. Líricamente, la canción narra una historia de desamor, habla de la incapacidad de entregarse al amor, de ser 'Alérgico' a soñar, dejar de curar la soledad del otro. Sobre el tema, durante una entrevista con E! Latin News, Anahí comentó «Es una canción super vivencial, cien por ciento, y que a mucha gente le llegó, y entonces eso esta padre por que lo mismo que yo estaba sintiendo en ese momento a lo mejor más chavas lo estaban viviendo, o niños también».
El tema fue escrito por el cantante y compositor Argentino Noel Schajris, la mismísima Anahí y Ana Mónica Vélez Solano, producida por él mismo y Anahí, fue grabada y mezclada por Fabrizio Simoncioni. 

## Lanzamiento
El 19 de octubre de 2010 el sencillo es puesto mundialmente a la venta a través de descarga digital. La canción fue incluida en la reedición de su disco Mi delirio, donde se incluyó también temas inéditos como «Pobre tu alma», «Aleph», «Mi delirio» en su versión acústica, «Mi delirio» en su versión remix y «Ni una palabra».
En 2011, la canción es incluida en el álbum Voces por Japón, el cual contaba de dos discos, siendo una recopilación de los temas más importantes de los artistas locales más reconocidos reunidos por una gran causa social que fue ayudar a los damnificados del terremoto y tsunami ocasionado en Japón. La canción fue utilizada en la banda sonora de la telenovela chilena Aquí mando yo, protagonizada por María Elena Swett y Jorge Zabaleta. 

### Portada
Para la portada del sencillo se utilizó una de las imágenes tomadas como parte de la sesión de fotos de la edición deluxe del disco, Mi delirio deluxe. Fueron tomadas por el fotógrafo mexicano Uriel Santana. En la fotografía se puede observar a Anahí con un look sensual, mirando a la cámara y utilizando una remera color blanco y su cabello suelto.. 
La portada lanzada en la versión junto a Noel Schajris fue diferente, se utilizó una imagen de la misma sesión de fotos, en la cual se puede ver a Anahí con un vestido, sosteniendo su cabeza y sus cabellos alborotados, con una maquillaje sencillo..

## Recepción

### Crítica
El sitio Univisión argumentó «Anahí quiere contagiarte, y seguramente no te negarás a ser su víctima, pues la cantante trae algo 'Alérgico'». Cordova Rossy de Estrellas en Los Ángeles la describió como un éxito, y agregó «una poderosa balada que cuenta con la participación en el piano de Noel Shajris». People en Español escribió «El tema musical que arranca con un solo de piano muy bien interpretado, narra una historia de desamor, común a todos. La ex RBD de 27 años, muestra su lado sentimental en este tema con el que pretende conquistar una vez más el gusto del público».
La revista juvenil BRAVO reseñó sobre el estreno de la canción: «Nosotras le hemos dado al play en cuanto lo hemos sabido y nos ha dejado con la boca abierta, ¡es una canción superbonita!».

### Desempeño comercial
En México, en su primer día en salir al mercado a través de descarga digital en descarga digital logró ocupar el primer lugar en ventas. El sencillo logró ocupar la segunda posición del Mexican Airplay Chart.
En Colombia el sencillo debutó en el puesto ochenta y cinco del Colombia Top 100, a la undécima semana la canción ocupó su posición más alta en la lista alcanzando el puesto treinta y siete. En Argentina el sencillo alcanzó en la octava semana el puesto sesenta y tres del Argentina Top 100 Chart. En Chile el sencillo debutó en el puesto ochenta y nuevo del Chile Top 100 Chart, en su quinta semana alcanzó el puesto setenta y dos, su posición más alta en la lista. En los Top 40 Chart de Bolivia, Nicaragua, El Salvador y Panamá la canción se posicionó en los puestos veintiuno, treinta y dos, treinta y treinta y uno, respectivamente.
Finalmente, en Latinoamérica la canción se posicionó en el puesto quince del Latinoamérica Top 100 Chart, y en el puesto veintiuno del Latinoamérica Top 40 Chart de lo más escuchado en toda Latinoamérica. En el América Top 100 Chart la canción se posicionó en el puesto cincuenta y dos de lo más escuchado en toda América.

## Presentaciones en vivo y versiones

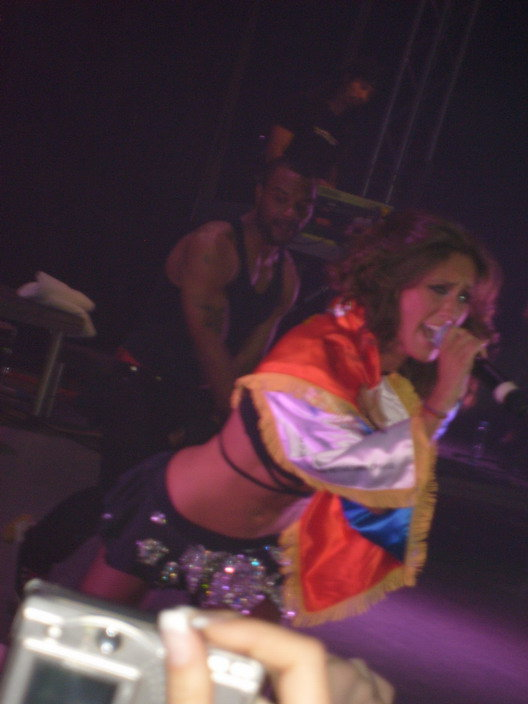
Anahí durante MDWT en Serbia, 2010.

Fue presentado por primera vez en vivo en los Kids Choice Awards México, el 4 de septiembre del 2010, en el Teatro Chino de Six Flags México donde Anahí fue anfitriona del evento. La canción es incluida en el repertorio de "Mi delirio World Tour". 
El 3 de octubre de 2010, Anahí llegó a Brasil y se presentó en el Programa do Gugu, incluyendo «Alérgico» en el setlist. El 4 de octubre de 2010, Anahí visita el programa brasileño de Hebe Camargo llamado Hebe, incluyendo «Alérgico» en el setlist de su presentación. El 10 de octubre de 2010, incluye el tema en el setlist de su presentación en el programa Domingo Legal, dejando a SBT en la frente con picos 8.8 puntos de audiencia, superando a Rede Globo, que midió 7.6 de audiencia. El 17 de octubre de 2010, Anahí se presenta en el programa brasileño Tudo é Possivel interpretando el tema como parte de su setlist.
El 5 de diciembre de 2010, Anahí se presenta en el episodio final del programa Décadas, luego de interpretar sus sencillos «Mi Delirio» y «Me Hipnotizas», interpreta «Alérgico» junto a Noel Schajris por primera vez en vivo. El 10 de diciembre de 2010, Anahí se presenta en el programa Sálvame en Madrid, España, donde canta por primera vez el sencillo en dicho país. El 9 de febrero de 2011 fue interpretada en vivo junto a Noel Schajris en el concierto acústico de la cantante en el Amapola Cabaret, México. 
El 2 de marzo de 2011, Anahí incluye el tema en el setlist que interpretó en el programa de Ninel Conde, Estudio 2. El 26 y 27 de marzo de 2011 el cantautor argentino es invitado a interpretar a dúo el sencillo en los conciertos dados en Río de Janeiro y São Paulo, Brasil.
Covers
El 8 de noviembre de 2011, la concursante Salomé Camargo interpreta en la gala de la Elección Pública un cover de la canción en el reality show colombiano, Factor Xs.

## Formatos
- Descarga digital

| Alérgico — Single |            |          |  |
| N.º               | Título     | Duración |  |
| 1.                | «Alérgico» | 3:58     |  |

| Alérgico feat Noel Schajris — Single |                                 |          |  |
| N.º                                  | Título                          | Duración |  |
| 1.                                   | «Alérgico» (feat Noel Schajris) | 4:01     |  |

- Sencillo en CD

| Sencillo en CD - Deluxe edition |            |          |  |
| N.º                             | Título     | Duración |  |
| 1.                              | «Alérgico» | 3:55     |  |

| Brasil — Sencillo en CD - Deluxe edition |                         |          |  |
| N.º                                      | Título                  | Duración |  |
| 1.                                       | «Alérgico» (feat Renne) | 4:03     |  |

| Colombia — Sencillo en CD - Deluxe edition |                                 |          |  |
| N.º                                        | Título                          | Duración |  |
| 1.                                         | «Alérgico» (feat Noel Schajris) | 4:01     |  |

| Estados Unidos — Sencillo en CD - EP - Fan Edition |                  |          |  |
| N.º                                                | Título           | Duración |  |
| 1.                                                 | «Alérgico»       | 3:55     |  |
| 2.                                                 | «Me hipnotizas»  | 3:51     |  |
| 3.                                                 | «Pobre tu alma»  | 3:18     |  |
| 4.                                                 | «Mi delirio»     | 3:13     |  |
| 5.                                                 | «Ni una palabra» | 2:48     |  |
| 6.                                                 | «Aleph»          | 4:15     |  |

## Versión en portugués con Renne
La versión portuguesa del sencillo junto al cantante brasileño Renne de la agrupación HEVO84, fue grabada el 4 de octubre de 2010, y lanzada el 10 de diciembre de 2010, incluida en la edición deluxe brasileña de su disco Mi delirio deluxe.

### Video musical

#### Desarrollo y lanzamiento
En una entrevista con MTV Brasil, Anahí confirmó que serián tres versiones del video de Alérgico, en español, en portugués y una en colaboración con Noel Schajris. La cantante a través de su cuenta oficial en Twitter pide ayuda a sus fanes para grabar el video, escribiendo «Ya casi vamos a hacer el video de "Alérgico" me encantaría que me manden ideas, fotos, historias como se lo imaginan?? Me ayudan???». En diciembre de 2010, Anahí explica en la conferencia de prensa que otorgó en Madrid, que por una serie de problemas no había podido grabar el video, pero que lo haría pronto. El video fue cancelado y finalmente se estrenaron los videos junto a Renne y Noel Schajris.
El 7 de octubre de 2010, el mánager sube a Twitter «en unos minutos... behind the scenes del video de Alérgico en Portugués....», unos minutos luego la cantante sube en su cuenta en Youtube un detrás de escenas de la grabación del video junto a Renne. El 2 de diciembre de 2010, se estrenó el video de Alérgico en portugués, en el canal oficial de Anahí en VEVO. El 22 de octubre de 2012, la cantante subió en su cuenta oficial AnahiChannelOne el video en vivo de «Alérgico», filmado en el concierto de Sao Paulo, de donde se tomaron tomas que fueron utilizadas en el video oficial del sencillo.

#### Sinopsis
El video junto a Renne fue grabado en Brasil y cuenta con tres escenas diferentes, el video comienza con Renne en un elevador, comienza a caminar por los pasillos del edificio, se intercala con la escena donde se ve al cantante tocando el Piano y Anahí a su lado vestida de negro con su pelo suelo comienza a cantar, se ve imágenes de una carretera y de Renne que sigue caminando por los pasillos, llega a una habitación, y se ve una escena en la cual Renne comienza a cantar, vuelve a la escena de la habitación donde el cantante se sienta en una cama, se ven las primeras imágenes de Anahí cantando en su concierto, el cual otorgó en Sao Paulo, Brasil, Renne en su habitación de hotel se lava el rostro, se recuesta en su dormitorio y apaga la luz, mientras se siguen viendo escenas de Anahí cantando el tema en los diferentes escenarios. En las últimas escenas se los puede ver a ambos cantando uno al lado del otro, se abrazan, Anahí sonríe y el video termina.

#### Posición del video
| Lista (2010)         | Posición |
| -------------------- | -------- |
| Top TVZ Brasil       | 1        |
| Top 10 MTV Brasil    | 3        |
| Listas de fin de año |          |
| Top 300 2011         | 30       |

## Versión con Noel Schajris
La versión junto al cantante Noel Schajris fue grabada el 23 de septiembre de 2010, Anahí escribió en Twitter «Que hermoso día! Grabando con mi adorado Noel Schajris "Alérgico" en dueto!!! :)», junto a una foto donde se deja ver a ambos en el estudio de grabación. Luego subió otra foto y comentó «Equipo "alérgico" Noel Schajris, Ana Mónica Vélez, Ettore Grenci Gracias x todo los amo! Grabando el dueto!!!». La canción fue estrenada el 11 de enero de 2011 a través de Descarga digital, e incluida en la edición deluxe Colombiana de su álbum Mi delirio deluxe.

### Posición en iTunes
| Lista                           | Posición |
| ------------------------------- | -------- |
| iTunes México Música Latina     | 2        |
| iTunes Luxemburgo Música Latina | 59       |
| iTunes España Música Latina     | 19       |

### Video musical

#### Desarrollo y lanzamiento
El 9 de febrero de 2011, el video musical fue grabado en el escenario donde horas después Anahí otorgó un concierto acústico en la Ciudad de México. Verónica Del Castillo, de Primer Impacto le realizó una entrevista exclusiva el día de la grabación del video, mostrando imágenes de ambos antes de subir al escenario.
El video a dúo con Noel Schajris se estrenó el 9 de marzo de 2011, en la página oficial de Terra, y el 18 de marzo fue subido al canal en VEVO de la cantante.

#### Sinopsis
El video musical comienza con una imagen de las manos de Noel mientras toca el piano, se intercala con las imágenes que muestran un primer plano de Anahí, primero sus ojos y luego su rostro, comienza a cantar, se ven imágenes de una carretera y luego vuelve a una escena donde se muestra a Anahí interpretando el tema, con un vestido negro ceñido al cuerpo, luego se ven las primeras imágenes de Noel mientras camina por una alfombra color rojo, se ve la primera escena de ellos dos juntos sobre el escenario, se ve a Noel mientras toca el piano cantando, un primer plano del cantante, comienzan a intercalarse escenas de ellos juntos, luego por separado, en la última escena ambos terminan de cantar la canción y se van, caminando abrazados por el escenario.

## Créditos y personal
Créditos por Alérgico:

### Personal
| - Composición – Anahí, Ana Mónica Vélez Solano, Noel Schajris - Producción – Noel Schajris - Violonchelo – María Valle Castañeda, Sergio Rodríguez - Piano – Noel Schajris - Viola – Ricardo David, Ulises Manuel Gómez Pinzón, Orozco Buendía - Violín – López Pérez, Arturo Fonseca Miquel, Alan Lerma, Jesús De Rafael, José Del Águila Cortés |

## Posicionamiento

### Semanales
| México               | Top pop (Monitor Latino)               | 2  |
| México               | Top general (Monitor Latino)           | 2  |
| México               | México Top 100                         | 9  |
| México               | México Pop Español Airplay (Billboard) | 13 |
| México               | México Airplay (Billboard)             | 21 |
| Brasil               | Top 100 Brasil                         | 4  |
| Perú                 | Latinoamérica Top 100                  | 15 |
| Perú                 | Latinoamérica Top 40                   | 21 |
| Colombia             | Colombia Top 100                       | 37 |
| Argentina            | Argentina Top 100                      | 63 |
| Chile                | Chile Top 100                          | 72 |
| América              | América Top 100                        | 52 |
| Bolivia              | Bolivia Top 40                         | 21 |
| Nicaragua            | Nicaragua Top 40                       | 32 |
| El Salvador          | El Salvador Top 40                     | 30 |
| Panamá               | Panamá Top 40                          | 31 |
| República Dominicana | Top Dominicano                         | 1  |

### Anuales
| Brasil | Top 60 Latino 2011 | 56 |

## Historial de lanzamiento
| Región                  | Fecha                             | Formato                          | Discográfica |
| ----------------------- | --------------------------------- | -------------------------------- | ------------ |
|                         | 10 de septiembre de 2010          | Estreno radial                   | EMI          |
| 19 de octubre de 2010   | Descarga digital                  |                                  | EMI          |
| 11 de noviembre de 2010 | Sencillo en CD                    |                                  | EMI          |
| 11 de enero de 2011     | Descarga digital - (Versión Noel) |                                  | EMI          |
| Estados Unidos          | 9 de noviembre de 2010            | Sencillo en CD - (EP - Edition)  | EMI          |
| Colombia                | 3 de marzo de 2011                | Sencillo en CD - (Versión Noel)  | EMI          |
| Brasil                  | 10 de diciembre de 2010           | Sencillo en CD - (Versión Renne) | EMI          |

## Premios y nominaciones
| Año  | Ceremonia        | Categoría           | Resultado | Ref.   |
| ---- | ---------------- | ------------------- | --------- | ------ |
| 2011 | Premios Juventud | Canción corta-venas | Nominada  | [ 72 ] |